# Yoshinori Furube
Yoshinori Furube (古邊 芳昇 Furube Yoshinori?,  nacido el 9 de diciembre de 1970 en Fukuyama, Hiroshima) es un exfutbolista japonés. Jugaba de defensa y su último club fue el Sagawa Express Tokyo de Japón.

## Trayectoria

### Clubes
| Club                 | País  | Año         |
| -------------------- | ----- | ----------- |
| Kagawa Shiun         | Japón | 1993        |
| Avispa Fukuoka       | Japón | 1994 - 1998 |
| FC Tokyo             | Japón | 1999 - 2000 |
| Sagawa Express Tokyo | Japón | 2001        |